# Лагутіна Зетта Дмитрівна
Лагутіна Зетта Дмитрівна (нар. 8 вересня 1927, м. Чита, РРФСР) — радянський, український художник-оформлювач, художник по костюмах у кіно.

## Життєпис
Народилася 8 вересня 1927 р. в м. Читі (РРФСР) в родині службовців.
Закінчила художній факультет Краснодарського художнього училища (1947) та керамічний факультет Одеського художнього училища (1953).
Працювала художником-оформлювачем в оперному театрі м. Улан-Уде та Будинку офіцерів Одеського Військового округу.
З 1955 р. — художник по костюмах Одеської кіностудії.
Була членом Спілки кінематографістів України.
Виїхала за кордон.

## Фільмографія
Брала участь у створенні фільмів (художник по костюмах):
- «Білий пудель» (1955, асистент художника)
- «Капітан „Старої черепахи“» (1956)
- «Координати невідомі»
- «Сторінки минулого» (1957)
- «На зеленій землі моїй» (1958)
- «Чорноморочка» (1959)
- «Повернення» (1960)
- «Водив поїзди машиніст» (1961)
- «Сповідь» (1962)
- «Самотність» (1964)
- «Іноземка» (1965)
- «Явдоха Павлівна» (1966)
- «Товариш пісня» (1966, новела «Пісня на світанку»)
- «Особиста думка» (1968)
- «День Ангела» (1968)
- «Золотий годинник» (1968)
- «Крок з даху» (1970)
- «Увімкніть північне сяйво» (1972) та ін.